# Quercus acutangula
Quercus acutangula är en bokväxtart som beskrevs av William Trelease. Quercus acutangula ingår i släktet ekar, och familjen bokväxter. Inga underarter finns listade.